# 上喜撰
上喜撰（日语：／）是綠茶的一个品类，为宇治茶中的高級茶。普通级谓之喜撰、而“上喜撰”（或正喜撰）则用于称呼更高等级的品类。

“喜撰”之名源于位列六歌仙之列的诗人喜撰法師的一首诗：
|  | 吾隐居于都城之辰巳，我生活之地，宇治山也。 |

## 逸事
嘉永六年（公历1853年），马修·佩里率蒸汽船进入浦賀。当时有狂歌曰“上喜撰（日语中与“蒸汽船”同音）灭太平梦，仅需四杯夜无眠”（日语：泰平の眠りを覚ます上喜撰 たつた四杯で夜も寝られず），讽刺幕府面对外来入侵的无能（一说作者为間部詮勝（松堂））。